# افسانه شیخی

## افسانه شیخی
بانوی موفق ورزشکار و پژوهشگر ایرانی،
وی در تاریخ 4 شهریور 1361 در شهرکرد چشم به جهان گشود. او با پشتکار و تلاش بی‌وقفه، در رشته تکواندو به افتخارات متعددی دست یافته و نام خود را در زمره قهرمانان این رشته ورزشی ثبت کرده است.
علاوه بر تکواندو، شیخی در رشته‌های دیگری همچون والیبال، کاراته، هندبال و سافت‌بال نیز فعالیت داشته و در رویدادهای مختلف ورزشی حضور یافته است.
اما دامنه‌ی فعالیت‌های این بانوی پرتلاش به عرصه ورزش محدود نمی‌شود. شیخی با ارتقای سطح علمی خود، گامی مثبت در جهت توسعه ورزش ایران برداشته و موفق به اخذ مدرک دکتری فیزیولوژی ورزشی شده است.
علاوه بر این، او مقالات متعددی در حوزه تخصصی خود به نگارش درآورده و به ثبت رسانده که نشان‌ دهنده‌ی تعهد و پشتکار وی در جهت ارتقای دانش و یافته‌های علمی در این حوزه است.

#### مقالات، در مجلات علمی، پژوهشی و همایش ها
| عنوان مقاله | نشریه                                           | سال   |
| --- | ----------------------------------------------- | ----- |
| The effect of national team training on lower extremities injuries in elite female teakwondo athletes                                                             | International Journal of Sport Studies          | 2012  |
| The effect of pre-season high intensity training period on the elite female taekwondo players mood status                                                         | International Journal of Sport Studies          | 2012  |
| Athletic Identity Differences in Winners of Asia Volleyball Competitions                                                                                          | International Journal of Sport Studies          | 2011  |
| The effect of pre-season high intensity training on the elite female junior & senior Taekwondo players physical factors                                           | WULFENIA                                        | 2013  |
| تاثیر خستگی موضعی بر الکترومیوگرافی سطحی عضلات ارکتوراسپاین در بازیابی تعادل پس از اعمال آشفتگی پاسچرال                                                           | توانبخشی نوین                                   | 1393  |
| تاثیر یک دوره تمرین فشرده پیش از فصل بر آسیب های جسمانی بانوان تکواندو کار نخبه نوجوان و جوان                                                                     | جهش                                             | پذیرش |
| تاثیر یک دوره تمرین فشرده پیش از فصل برحالات روانی (خلق و خو) بانوان تکواندوکار نخبه                                                                              | دانشگاه شهید بهشتی                              | 1393  |
| The effect of pre-season high intensity training period on the elite female junior & senior Taekwondo players factors                                             | 1th UMS International sports sclen ce coference | 2013  |
| The effect of education and motivation self-talking on vertical ground reaction force in the rebound of basketball                                                | 1th UMS International sports sclen ce coference | 2013  |
| "Relationship between organizational commitment, Productivity, and Job Performance" has been accepted for oral presentation at the above international conference | 6th Asian Business Research Conference          | 2012  |
| تاثیر یک دوره تمرین فشرده پیش از فصل بر آسیب های جسمانی بانوان تکواندوکار نخبه و جوانان دارای مربی ایرانی و کره ای                                                | هشتمین کنگره بین المللی دانشگاه تهران           | 1391  |
| تاثیر یک دوره تمرین فشرده پیش از فصل برحالات روانی بانوان تکواندوکار نخبه                                                                                         | کنگره نسل فردا دانشگاه تهران                    | 1392  |
| تاثیر یک دوره تمرین فشرده پیش از فصل برآسیب اندام تحتانی بانوان تکواندوکار نخبه                                                                                   | کنگره نسل فردا دانشگاه تهران                    | 1392  |
| اثر نوع و کانون توجه خودگویی بر تعادل سالمندان مرد 65 - 85 سال | اولین همایش ملی دانشگاه پیام نور                | 1393  |

#### کارگاه های آموزشی
| عنوان کارگاه                                          | محل برگزاری                    | برگزار کننده                     | سال  |
| ----------------------------------------------------- | ------------------------------ | -------------------------------- | ---- |
| روانشناسی ورزشی                                       | آکادمی ملی المپیک و پاراالمپیک | آکادمی ملی المپیک                | 1384 |
| تغذیه ورزشی                                           | دانشگاه خوارزمی                | دانشگاه تربیت بدنی و علوم ورزشی  | 1391 |
| علم تمرین                                             | دانشگاه آزاد کرج               | دانشگاه آزاد کرج                 | 1390 |
| ماساژ ورزشی                                           | دانشگاه آزاد کرج               | دانشگاه آزاد کرج                 | 1378 |
| ماساژ ورزشی                                           | دانشگاه خوارزمی کرج            | دانشگاه تربیت بدنی و علوم ورزشی  | 1392 |
| 2 دوره کارگاه تخصصی دانش افزایی ویژ] قهرمانان تیم ملی | آکادمی ملی المپیک و پاراالمپیک | فدراسیون تکواندو ایران           | 1387 |
| کارگاه تخصصی کار با دستگاه                            | سازمان تربیت بدنی              | فدراسیون آمادگی جسمانی و ایروبیک | 1388 |
| آموزش بدمینتون                                        | دانشگاه خوارزمی                | دانشگاه خوارزمی                  | 1391 |
| آموزش شنای نوین                                       | دانشگاه خوارزمی                | دانشگاه خوارزمی                  | 1391 |
| تاسیسات و اماکن ورزشی                                 | دانشگاه خوارزمی                | دانشگاه خوارزمی                  | 1391 |
| آموزش SPSS                                            | دانشگاه خوارزمی                | دانشگاه خوارزمی                  | 1391 |
| یادگیری مهارت های ورزشی                               | دانشگاه خوارزمی                | دانشگاه خوارزمی                  | 1391 |
| اندازه گیری چربی بدن                                  | دانشگاه خوارزمی                | دانشگاه خوارزمی                  | 1392 |
| کاربرد Taping و Kinsotape در ورزش                     | دانشگاه پیام نور لرستان        | دانشگاه خوارزمی                  | 1393 |
| TRX                                                   | دانشگاه خوارزمی                |                                  | 1394 |
| ایروبیک                                               | دانشگاه خوارزمی                |                                  | 1394 |

#### طرح های پژوهشی
| عنوان طرح                                                                            | سازمان        | سمت   | سال  |
| ------------------------------------------------------------------------------------ | ------------- | ----- | ---- |
| مقایسه صفات انگیزشی ورزشکاران ماهر و مبتدی ورزش های انفرادی و تیمی در چند رشته ورزشی | دانشگاه تهران | همکار | 1391 |
| تعیین اعتبار و پایایی پرسشنامه هویت ورزشی                                            | دانشگاه تهران | همکار | 1391 |

#### تالیف و ترجمه کتاب
1. ترجمه کتاب Biomechanics in clinic and research and interactive teaching and learning course، در دست چاپ، دکتر عنبریان
2. ترجمه کتاب Anatomy of Cycling، در دست چاپ، دکتر صادقی
3. کتاب تربیت بدنی عمومی، در دست چاپ، دانشگاه سماء
4. ترجمه کتاب تکنولوژی نوین در دست چاپ 2016

#### سوابق تدریس و مربی گری
1. تدریس در دانشگاه خوارزمی - سال 1390
2. تدریس در دانشگاه علوم پزشکی - سال 1391
3. تدریس در دانشگاه علامه طباطبائی - سال 1391 الی 1392
4. تدریس در دانشگاه آزاد سماء - سال 1392
5. تدریس در دانشگاه آزاد شهریار - سال 1392
6. مربی تیم تکواندو دانشگاه خوارزمی - سال 1391 الی 1394
7. مربی بدنساز تیم فوتسال دانشگاه آزاد کرج لیگ کشوری - سال 1387
8. مربی بدنساز تیم هندبال لیگ کشوری - سال 1391
9. مربی بدنساز تیم تکواندو جوانان لیگ کشوری - سال 1383 الی 1384
10. مربی تیم بسکتبال دانشگاه سماء - سال 1394
11. مربی تیم آمادگی جسمانی دانشگاه سماء - سال 1394
12. مربی تیم تکواندو دانشگاه خوارزمی - سال 1395
13. مدرس کارگاه تیپینگ دانشگاه خوارزمی - سال 1394 الی 1395
14. مدرس و مربی رسمی فدراسیون بدنسازی جمهوری اسلامی ایران

#### افتخارات علمی
- دانشجوی ممتار در دوره کارشناسی و کارشناسی ارشد
- دانشجوی ممتاز دوره دکتری

#### مهارت ها و توانمندی ها
- دارای مدرک ICDL و آشنایی کامل با کامپیوتر و تسل به چند نرم افزار
- آشنایی با SPSS
- دیپلم زبان انگلیسی موسسه جهاد دانشگاهی

منابع
https://farhikhtegan.iranology.ir/Detail1.aspx?var=9729
https://www.taekwondodata.com/afsaneh-sheikhi.a9h3.html
https://www.irna.ir/news/9896275/%D8%A7%D9%81%D8%B3%D8%A7%D9%86%D9%87-%D8%B4%DB%8C%D8%AE%DB%8C-%D8%AF%D8%B1-%D9%88%D8%B2%D9%86-%D9%87%D9%81%D8%AA%D9%85-%D9%85%D8%B3%D8%A7%D8%A8%D9%82%D8%A7%D8%AA-%D8%AC%D9%87%D8%A7%D9%86%DB%8C-%D8%AA%DA%A9%D9%88%D8%A7%D9%86%D8%AF%D9%88-%D8%B4%D8%B1%DA%A9%D8%AA-%D9%85%DB%8C-%DA%A9%D9%86%D8%AF
https://www.irna.ir/news/9897335/%D8%A7%D9%81%D8%B3%D8%A7%D9%86%D9%87-%D8%B4%DB%8C%D8%AE%DB%8C-%D8%AF%D8%B1-%D8%B1%D9%82%D8%A7%D8%A8%D8%AA-%D9%87%D8%A7%DB%8C-%D8%AA%DA%A9%D9%88%D8%A7%D9%86%D8%AF%D9%88-%D8%AF%D8%A7%D9%86%D8%B4%D8%AC%D9%88%DB%8C%D8%A7%D9%86-%D8%AC%D9%87%D8%A7%D9%86-%D8%B4%D8%B1%DA%A9%D8%AA-%D9%85%DB%8C
https://www.mehrnews.com/news/419284/%D8%A7%D9%81%D8%B3%D8%A7%D9%86%D9%87-%D8%B4%DB%8C%D8%AE%DB%8C-%D8%A8%D9%87-%D9%85%D8%AF%D8%A7%D9%84-%D8%A8%D8%B1%D9%86%D8%B2-%D8%AF%D8%B3%D8%AA-%DB%8C%D8%A7%D9%81%D8%AA
https://www.isna.ir/news/8509-12062/%D8%A8%D8%A7%D9%86%D9%88%D9%8A-%D9%85%D8%AF%D8%A7%D9%84-%D8%A2%D9%88%D8%B1-%D8%AA%D9%83%D9%88%D8%A7%D9%86%D8%AF%D9%88-%D8%A7%D9%81%D8%B3%D8%A7%D9%86%D9%87-%D8%B4%D9%8A%D8%AE%D9%8A-%D9%82%D8%B1%D8%B9%D9%87-%D9%8A-%D8%AE%D9%88%D8%A8%D9%8A-%D8%AF%D8%A7%D8%B4%D8%AA%D9%85
https://www.isna.ir/news/8509-11667/%D8%A8%D8%A7%D8%B2%D9%8A-%D9%87%D8%A7%D9%8A-%D8%A2%D8%B3%D9%8A%D8%A7%D9%8A%D9%8A-%D8%AF%D9%88%D8%AD%D9%87-%D8%A7%D9%81%D8%B3%D8%A7%D9%86%D9%87-%D8%B4%D9%8A%D8%AE%D9%8A-%D8%A8%D9%87-%D9%86%D9%8A%D9%85%D9%87-%D9%86%D9%87%D8%A7%D9%8A%D9%8A-%D8%AA%D9%83%D9%88%D8%A7%D9%86%D8%AF%D9%88-%D8%B1%D8%B3%D9%8A%D8%AF
https://www.mehrnews.com/news/315555/%D8%A7%D9%81%D8%B3%D8%A7%D9%86%D9%87-%D8%B4%D9%8A%D8%AE%D9%8A-%D8%AD%D8%B0%D9%81-%D8%B4%D8%AF